# Can-Am 1966
Can-Am 1966 var den första säsongen av den nordamerikanska sportvagnsserien Canadian-American Challenge Cup. Serien som sanktionerades av Sports Car Club of America och Canadian Automobile Sport Clubs var till för FIA Grupp 7-bilar och kördes över sex omgångar i USA och Kanada. Säsongen startade 11 september och avslutades 13 november. Britten John Surtees blev seriens första mästare.

## Delsegrare
| Datum        | Bana           | Vinnare      | Märke               |
| ------------ | -------------- | ------------ | ------------------- |
| 11 september | Mont-Tremblant | John Surtees | Lola-Chevrolet      |
| 18 september | Bridgehampton  | Dan Gurney   | Lola-Ford           |
| 24 september | Mosport Park   | Mark Donohue | Lola-Chevrolet      |
| 16 oktober   | Laguna Seca    | Phil Hill    | Chaparral-Chevrolet |
| 30 oktober   | Riverside      | John Surtees | Lola-Chevrolet      |
| 13 november  | Stardust       | John Surtees | Lola-Chevrolet      |

## Slutställning
| Plats | Förare                | Konstruktör                          | Poäng |
| ----- | --------------------- | ------------------------------------ | ----- |
| 1     | John Surtees          | Lola-Chevrolet                       | 27    |
| 2     | Mark Donohue          | Lola-Chevrolet                       | 21    |
| 3     | Bruce McLaren         | McLaren-Chevrolet                    | 20    |
| 4     | Phil Hill             | Chaparral-Chevrolet                  | 18    |
| 5     | Jim Hall              | Chaparral-Chevrolet                  | 12    |
| 6     | Chris Amon            | McLaren-Chevrolet                    | 10    |
| 7     | Dan Gurney            | Lola-Ford                            | 9     |
| 8     | Chuck Parsons         | McLaren-Chevrolet                    | 6     |
| 9     | Graham Hill           | Lola-Chevrolet                       | 4     |
| 10=   | Peter Revson          | McLaren-Ford                         | 4     |
| 10=   | John Cannon           | McLaren-Chevrolet                    | 4     |
| 12    | George Follmer        | Lola-Ford Lola-Chevrolet             | 4     |
| 13    | Earl Jones            | McLaren-Chevrolet                    | 3     |
| 14=   | Paul Hawkins          | Lola-Chevrolet                       | 2     |
| 14=   | Masten Gregory        | McLaren-Chevrolet                    | 2     |
| 14=   | Lothar Motschenbacher | McLaren-Oldsmobile McLaren-Chevrolet | 2     |
| 17=   | Eppie Wietzes         | Ford                                 | 1     |
| 17=   | Jerry Titus           | Webster-Oldsmobile                   | 1     |